# NGC 2444
NGC 2444 è una galassia lenticolare ad anello situata nella costellazione della Lince, a una distanza di circa 202 milioni di anni luce dalla nostra Via Lattea.

## Scoperta
La galassia è stata scoperta il 18 gennaio 1877 dall'astronomo francese Édouard Stephan.

## Descrizione
NGC 2444 presenta una larga riga a 21 cm dell'idrogeno neutro.

## La coppia di galassie ARP 143
Sono stati condotti molti studi sulla coppia di galassie NGC 2444 e NGC 2445. Tutti gli studi indicano che si tratta di due galassie ad anello. La coppia NGC 2444 e NGC 2445 è stata inserita nell'Atlas of Peculiar Galaxies di Halton Arp con il codice Arp 143. 
Anche se sono stati proposti vari scenari di collisione tra galassie per spiegare la formazione di galassie ad anello, una simulazione numerica realizzata nel 2003 propone une collisione plausibile per spiegare la formazione di un anello attorno a queste galassie. NGC 2444, la cui massa è il doppio di quella di NGC 2445, sarebbe entrata in collisione frontale con la seconda che si muoveva in un'orbita iperbolica. Dopo la collisione, le orbite delle due galassie sono divenute simili dando luogo alla formazione di una coppia. NGC 2445 sembra essere la galassia che sofferto di più da questa collisione, perdendo una parte della sua massa e subendo importanti distorsioni.

## Gruppo di NGC 2415
NGC 2444 fa parte di un gruppo di galassie che comprende almeno 9 membri, il Gruppo di NGC 2415. Oltre NGC 2444 e NGC 2415, le altre galassie del gruppo sono NGC 2445, NGC 2476, NGC 2493, NGC 2524, NGC 2528, UGC 3937 e UGC 3944.